# Joseph Kolasniewski
Joseph Kolasniewski, dit " le Canonnier" né le 25 février 1925 à Pecquencourt (Nord), et décédé le 4 juillet 2005 à Dechy (Nord) est un footballeur français d'origine polonaise  ayant évolué au poste d'attaquant à la fin des années 1940.

## Biographie
Après la première guerre mondiale, et grâce à la Convention franco-polonaise de septembre 1919, les parents de Joseph Kolasniewski, originaires de Pologne mais travaillant dans les mines de la Rühr, émigrent avec leur 5 enfants et s'installent à Pecquencourt, petite cité minière du Douaisis (Nord), ville dans laquelle la famille aura 3 enfants supplémentaires : Helena (1923), Joseph (1925) et Casimir (1927). 
Très jeune, Joseph travaille à la mine et participe également à la vie sportive locale en s'inscrivant au club de football minier l'US Pecquencourt. Ce club de football  est la plus ancienne association sportive de la ville. "Celle-ci a vu le jour en janvier 1935, issue d’une fusion avec la société de gymnastique. Le club existait déjà en 1928 sous le nom de Club sportif Fortuna Pecquencourt." in la Voix du Nord du 2 juin 2015. 
Sa puissance naturelle permet à Joseph d'être sollicité à l'âge d e 18 ans par plusieurs grands clubs évoluant en championnat de France de division 1 tels que le RC Lens, le Stade de Reims .... Mais, l'incompréhension des parents (footballeur ,n'était pas considéré comme un métier mais un loisir) empêche Joseph de pouvoir vivre de sa passion, "leur fils sera mineur". 
Cependant, malgré le travail difficile à la mine,  Joseph Kolasniewski continue la pratique du football et après un passage au club de Croix (Nord), il est recruté en juillet 1947 par  le Sporting Amical de Douai, un club évoluant en championnat de France de division 2, où il jouera au poste d'attaquant pendant 2 saisons.
Il termine sa carrière sportive en retournant dans son club formateur, l'US Pecquencourt, ville dans laquelle il fonde une famille et où ses enfants Daniel (Lanceur de javelot de l'AC Douai, et professeur d'EPS), Marie-Claude et Martine  verront le jour.
Il est également le parrain de Boguslaw Konieska , ancien joueur professionnel du LOSC Lille, né également à Pecquencourt.
Joseph Kolasniewski décède le 4 juillet 2005 à l'âge de 80 ans dans les locaux de l'hôpital de Dechy (Nord).

### Carrière sportive
Joseph Kolasniewski débute le football dans le club de l'US Pecquencourt avant de réaliser un passage au club de Croix (l'Amicale de Croix ou le Celtic de Croix ?),
Ensuite, Joseph Kolasniewski se dirige le 1er juillet 1947, à l'âge de 22 ans vers le Sporting Amical de Douai où il jouera deux saisons avec l'élite  nationale du championnat de France de division 2 : 1947-1948 et 1948-1949 . Dans ce club de Douai, il côtoie d'autres joueurs qui ont la même histoire que lui,  issus de la diaspora polonaise et futurs joueurs de division 1 : les défenseurs Witold Szczesny, Zygmont Blaszczyk, Bernard Grodzki, Stanislaw Budzyn ; les milieux  Marian Pacholski et ainsi que les attaquants Joseph Lawniczak, Raymond Baczynski et bien sûr l'international Léon Glowacki (11 sélections équipe de France A/ 3 buts).
Lors de sa première saison, le Sporting Amical de Douai termine  à la 14e place de championnat de France de Division 2 1947-1948 puis  19e (dernier du championnat avec 5 victoires / 36 matchs) lors de la saison 1948-1949, synonyme de descente en Championnat de France Amateur. Lors de cette deuxième et dernière saison, il joua 35 matchs de championnats et totalise quatre buts.

### Fin de carrière professionnelle
En 1949, à l'âge de vingt-quatre ans, Joseph Kolasniewski termine sa carrière professionnelle et  retourne ensuite vers le club amateur de sa ville natale : l'US Pecquencourt.